# 脱獄囚 (映画)
『脱獄囚』（だつごくしゅう、The Bottom of the Bottle）は、1956年に公開されたシネマスコープのアメリカ合衆国のドラマ映画である。この映画はアリゾナ州のノガメス滞在中にジョルジュ・シムノンが書いた小説『The Bottom of the Bottle』を基にシドニー・ボームが脚本を執筆し、ヘンリー・ハサウェイが監督を務めた。

## キャスト
- ジョゼフ・コットン
- ヴァン・ジョンソン